# 羅桑堅贊
罗桑坚赞（藏語：བཟང་བསྟན་རྒྱལ་མཚན，威利转写：blo bzang rgyal mtshan，1881年—？）汉名罗国维，字吉仲，西藏人，中华民国政治人物。

## 生平
罗桑坚赞生于1881年（清朝光绪七年）。1915年起，十三世达赖设立了日喀則基巧，任命僧官罗桑团柱、俗官木霞二人担任基巧。基巧除管辖达赖在后藏的全部的宗和谿卡外，还管辖了班禅所属的四个宗及全部谿卡，这严重侵害了班禅的历代固有权益。基巧建立后，噶厦还开始向当地摊派各种杂税，使达赖与班禅的矛盾日益加深。1923年11月，十三世达赖命札什伦布寺的几位负责官员赴拉萨，但他们刚到拉萨就被投入监狱。九世班禅恐惧异常，乃决定出走。
1923年11月15日夜，九世班禅在15名近侍亲信保护之下，秘密向北方出走。3天后的夜晚，九世班禅的苏本堪布罗桑坚赞等人率100余人离开札什伦布寺，追随九世班禅出走。经过5天5夜，上述两支队伍会合。随后，一行人开始穿越藏北草原，翻过唐古拉山脉，进入青海藏区。班禅一行出走数日后，西藏噶厦方才通过英国人所办的邮电局电悉，十三世达赖当即命令孜本龙厦、代本崔科率一千骑兵赴藏北追赶，但未能赶上。
1924年3月20日，班禅一行抵达甘肃省最西端的安西县，获安西县长热情接待，并电告兰州的甘肃督军陆洪涛。陆洪涛随即报告北京政府的大总统曹锟。此后，九世班禅及其随从开始了在中国内地的流亡生涯。
1925年7月，罗桑坚赞出任北京的临时参政院参政。南京国民政府成立后，1929年4月16日，罗桑坚赞出任国民政府蒙藏委员会藏事处处长。1937年1月21日，罗桑坚赞由藏事处处长改任蒙藏委员会参事，孔庆宗则由参事改任藏事处处长。1939年8月30日，罗桑坚赞被免去蒙藏委员会参事职务。1933年1月12日，罗桑坚赞出任国民政府立法院第三届立法委员。1935年1月，出任国民政府立法院第四届立法委员。1935年11月当选为中国国民党第五届中央执行委员。1939年8月任蒙藏委员会委员，至1949年仍然在任。1945年5月当选中国国民党第六届中央执行委员。
1929年1月18日，西藏班禅驻京办公处处长罗桑坚赞呈报西藏驻京办公处的组织设立，“兹特赁定本京奇望街十三号为西藏班禅驻京办公处，于本月二十日成立。” 并且向国民政府蒙藏委员会委员长阎锡山呈交《成立宣言》。1929年2月28日，国民政府批准西藏驻京办公处成立，备案致国民政府蒙藏委员会，罗桑坚赞担任首任处长。1932年10月31日，西藏班禅驻京办事处组织大纲呈奉国民政府行政院备案。班禅驻京办事处是九世班禅在中国内地从事各项活动的中枢机构，独立行使权力处理宗教、政治事宜。
1937年12月1日，九世班禅在玉树行辕甲拉颇章内圆寂，享年54岁。九世班禅临终时头脑清醒，留下“遗嘱”，全文如下：
余生平所发宏图，为拥护中央，宣扬佛化，促成五族团结，共保国运昌隆。近十五年来遍游内地，深蒙中央优遇，得见中央确对佛教尊崇，对藏族平等，余心甚慰，余念益坚。此次奉派宣化西陲，拟回藏土，不意所志未成，中道圆寂。今有数事切函如下：后藏政务前已委定罗桑坚赞为札萨喇嘛，所有宣化使职亦著由彼暂代，在未到职前，印信暂交丁杰佛，并由堪布会议厅及回藏设计委员六人共同负责事宜，请示中央，听候处理。至宜化使署枪枝，除卫士及员役自卫者外，其余献于中央，共济国难，待余转生，再请发还。又关于历代班禅所享权利，应早图恢复。最后望吾藏官民僧俗，本中央五族建国精神，努力中藏和好，札萨喇嘛及各堪布，尤宜善继余志，以促实现，此嘱
九世班禅圆寂后，札什伦布寺呈报达赖及西藏噶厦（热振任摄政至1941年，此后由达扎接任摄政）。此后开始了班禅转世灵童的寻访工作。
1940年，达赖、热振摄政卜得九世班禅的转世灵童已在“青康境内转生”，班禅行辕乃先后派人赴青海西宁、香日德等地寻访。蒙藏委员会审核了班禅行辕提出的善后处理意见书之后，于1941年4月22日向行政院呈报《班禅行辕善后办法》，提出“寻访灵童，责由罗桑坚赞办理”。1941年5月2日，行政院下发指令，同意由罗桑坚赞办理班禅转世灵童寻访事宜，并且发给旅费5000元，以便其赴青海任事。1941年7月初，罗桑坚赞抵达西宁，随即派员分成十多路到青海、西康各地寻访。1941年9月底，在青海“访获聪明孩童甚多，其中有三四名灵异昭著。西康方面及其他各地，虽有聪明孩童，然无合乎班佛象征者”。同时，丁杰佛在西康康定告称“在理化所寻获之灵童，必为班禅佛化身无疑”。1941年10月30日，蒙藏委员会分别电告罗桑坚赞和丁杰佛，要求他们将“寻获各灵童之姓名、年庚、家世先行呈报，以便转呈核夺”。1941年11月25日，罗桑坚赞向蒙藏委员会递交三份长篇报告。1941年12月9日，班禅驻京办事处向蒙藏委员会呈送了访获诸灵童的姓名、年庚、家世略表。该表显示，共访得灵童15名（丁杰佛报告的理化寻获的灵童未列入），其中籍贯青海者13名，籍贯西康者1名，籍贯不丹国者1名；灵童家世中，务农者9名，千户2名，百户、活佛、土司各1名。
1941年，灵童寻访告一段落。1942年，灵童征认开始。1942年1月3日，班禅行辕派出恩久活佛、卓尼巴等40多人启程前往西藏拉萨，准备与西藏噶厦商定班禅转世征认事宜。蒙藏委员会则认为，“班佛真正化身之征认，关系黄教兴替，自非郑重办理，不足以昭大信而使各方心服”，便于2月19日致电罗桑坚赞，请罗桑坚赞电嘱恩久佛等人“请西藏当局就灵童名册中所列各名照旧例先行卜定心、口、意化身三名，报候中央核夺”。蒙藏委员会又于2月28日致呈行政院，提出了班禅转世办法。3月26日，行政院制订《征认班禅呼毕勒罕办法》。
1942年4月，恩久佛一行抵达拉萨。此后西藏噶厦节外生枝，又派恩久佛等人再度寻访灵童。中央认为西藏当局“欲将班佛转生于西藏所属之地，希图避免中央势力入藏”。1943年6月11日，蒙藏委员会致呈行政院，提议修改原订的班禅转世办法。其间，罗桑坚赞等人也致电蒙藏委员会，以“俾班佛正身早日确定”。1943年10月，罗桑坚赞提出折衷办法。11月3日，蒙藏委员会致呈行政院，提出班禅转世的三种处理方案。12月21日，行政院指令称：“征认班禅呼毕勒罕办法应依照旧日体制办理。”
1944年1日13日，罗桑坚赞致电蒙藏委员会称，西藏当局最近有决定班禅正身的趋势，“揆其用意，仍以宗教之掩护手段将藏内之孩童决定为正身，阴谋益著”，故罗桑坚赞决定先行卜卦、降神，于农历十二月三日经法事手续签定官保慈丹为班禅真身，并决定农历正月（藏历十二月）择吉日举行庆典，除“电恩久佛转达藏方并呈请青海马主席转呈鉴核外，理合电呈钧座核夺，遴派大员飞青，正式举行决定典礼，以继法统而昭郑重。”由此，罗桑坚赞率班禅堪布会议厅单方面定下了班禅正身。
1944年1月31日，蒙藏委员会致呈行政院称，“在西藏当局未正式表示意见以前，自未便赞成罗桑坚赞之主张，增重处理此案之困难”，应遵旧例办理，“并视前途演进情形，随时妥慎应会，以达中央主持之目的。”2月5日，蒙藏委员会电告马步芳，“对罗桑坚赞委员等之主张暂难照准，希即转达知照为盼。”
1944年2月8日，班禅正身庆典在塔尔寺举行。同年3月4日，班禅赴大经堂讲经，随即被迎入最高禅林居住。此举引起了班禅堪布会议厅内部恩久佛、王乐阶等人不满，并引起国民政府军事委员会关注。4月22日，蒙藏委员会电呈蒋介石称：“在现状下，倘执事等能于短期内商承藏当局依照中央原定办法办理，或易设法补救，否则前途颇难预测”拟“面告班禅驻京办事处处长计晋美，在西藏当局未正式表示意见前，中央碍难承认西宁灵童。”4月28日，行政院针对上述函呈批示“准照所定步骤办理。”
班禅堪布会议厅单方面确定班禅正身的消息传至西藏后，达赖及达扎摄政于藏历四月初七日卜定班禅身、心、意化身三名：第一名为青海灵童官保慈丹，第二名为恪琼扎喜（也是班禅堪布会议厅寻获的灵童），第三名为拉玛（是西藏噶厦派员在西康八宿地方寻获的灵童，不在名册中）。西藏噶厦除电告中央备案之外，并提出“须将三童齐集拉萨，在布达拉宫拈阄决定正身”，但“对中央派员赴藏掣签及主持坐床典礼一节，则避不答复。”这和中央原定的西藏当局应就班禅堪布会议厅提交的灵童名册中卜定三名，三名灵童卜定之后，须呈报中央派员在拉萨大昭寺掣签决定正身一名的规定多处不符。
西藏噶厦的决定遭到中央政府的反对。罗桑坚赞领导的班禅堪布会议厅方面更表示强烈反对，并且多次催促中央政府承认官保慈丹的转世灵童正身地位。西藏噶厦方面则与班禅堪布会议厅矛盾甚深，又同中央政府就灵童官保慈丹入藏以候确定正身事宜反复交涉。1948年，西藏噶厦派员赴昌都，拟将在八宿寻得的灵童拉玛迎回拉萨，单方面认定为班禅的转世灵童，并举行坐床典礼。1949年6月3日，中华民国总统李宗仁颁布准予官保慈丹继任为第十世班禅尔德尼，并免予金瓶掣签的命令。1949年8月10日，第十世班禅坐床典礼在塔尔寺普观文殊殿前大讲经院举行，蒙藏委员会委员长关吉玉和马步芳的代办马继融厅长会同主持坐床典礼。

## 家庭
- 侄子：罗友仁[10]